# 袍里红水鱼
袍里红水鱼（学名：Hongshuia paoli）为輻鰭魚綱鯉形目鲤科的其中一種，分布於亞洲中國廣西壯族自治區紅水河流域，棲息在中底層水域，體長可達5.4公分。

## 扩展阅读
維基物種上的相關：袍里红水鱼